# La Breille-les-Pins
La Breille-les-Pins település Franciaországban, Maine-et-Loire megyében. Lakosainak száma 617 fő (2022. január 1.). La Breille-les-Pins Bourgueil, Saint-Nicolas-de-Bourgueil, Allonnes, Brain-sur-Allonnes, Courléon, Neuillé, Vernantes és Vernoil-le-Fourrier községekkel határos.

## Népesség
A település népességének változása:
| Lakosok száma | 334  | 270  | 345  | 537  | 588  | 595  | 602  | 600  | 600  | 617  |
|               | 1968 | 1982 | 1990 | 2006 | 2013 | 2015 | 2017 | 2019 | 2020 | 2022 |